# KH-2002
El KH2002 Khaybar es un fusil de asalto bullpup iraní, derivado del fusil DIO S 5,56 y desarrollado por la Organización de Industrias de Defensa. Fue diseñado en 2001 con ejemplares de demostración producidos en 2003 y su producción comenzó en 2004. Es similar en apariencia al FAMAS francés.

## Diseño
El KH2002 cuenta con un selector de disparo con cuatro posiciones, cuya palanca está situada en el lado izquierdo de la parte trasera de la culata, detrás del brocal del cargador. El arma no es ambidiestra.
El selector ofrece los modos de disparo semiautomático, automático y ráfaga corta (tres disparos), con el seguro en la posición delantera.
La OID proociona al KH2002 como un arma con "bajo retroceso, altamente precisa y ligera", con "construcción modular para un fácil mantenimiento" y cerrojo rotativo, presumiblemente diseñado para facilitar su uso ambidiestro, que está protegido debajo del asa de transporte que contiene el alza. Al asa también se le pueden montar miras ópticas o nocturnas
El peso del KH2002 con cañón largo y un cargador vacío de 30 cartuchos, es de 3,3 kg. Puede ser equipado con una bayoneta y un bipode. El fusil está hecho de dos carcasas plásticas, una que sostiene el cañón, el pistolete y el tubo de gases, mientras que la otra aloja el cerrojo tipo M16 y el martillo.